# Видем (Дол-при-Любляні)
Видем (словен. Videm) — поселення в общині Дол-при-Любляні, Осреднєсловенський регіон, Словенія. 
Висота над рівнем моря: 269,6 м.